# Leucorhynchia
Leucorhynchia is een geslacht van weekdieren uit de klasse van de Gastropoda (slakken).

## Soorten
- Leucorhynchia bicarinata Adam & Knudsen, 1969
- Leucorhynchia caledonica Crosse, 1867
- Leucorhynchia candida (A. Adams, 1862)
- Leucorhynchia crossei (Tryon, 1888)
- Leucorhynchia gorii Rolán & Rubio, 2012
- Leucorhynchia lirata (E. A. Smith, 1872)
- Leucorhynchia minor Rolán & Gori, 2013
- Leucorhynchia plicata (E. A. Smith, 1872)
- Leucorhynchia punctata (Jousseaume, 1872)
- Leucorhynchia tricarinata Melvill & Standen, 1896
- Leucorhynchia tryoni Pilsbry, 1891